# Agrostophyllum lampongense
Agrostophyllum lampongense är en orkidéart som beskrevs av Johannes Jacobus Smith. Agrostophyllum lampongense ingår i släktet Agrostophyllum och familjen orkidéer.
Artens utbredningsområde är Sumatera. Inga underarter finns listade i Catalogue of Life.